# هری دبلیو. اندرسون
هَری دبلیو اندرسون (Harry W. Anderson) که به هانک اندرسون (Hunk Anderson) هم مشهور است، (تولد ۵ اکتبر ۱۹۲۲ - وفات ۷ فوریه ۲۰۱۸)، یک تاجر آمریکایی بود که در زمینه کارهای بشر دوستانه و جمع‌آوری اشیاء کمیاب هم فعالیت داشت. او یکی از شرکاء تجاری شرکت غذایی ساگا بود که یک شرکت غذایی فعال در حیطه تهیه غذای خوابگاه دانشگاهی بود. هری اندرسون همراه همسرش، ماری مارگارت اندرسون، آثار هنری را به موزه هنرهای مدرن سانفرانسیسکو و مرکز هنرهای تجسمی جرالد کانتو در دانشگاه استنفورد اهدا کردند.

## اوایل زندگی و حرفه
اندرسون در ۵ اکتبر ۱۹۲۲ در کورنینگ، نیویورک به دنیا آمد. به دلیل این‌که پدرش در سوئد و مادرش در نروژ متولد شده بودند، اندرسون اولین نسل از کودکانی بود که از پدر و مادری غیر آمریکایی به‌دنیا می‌آمد. اندرسون در دبیرستان فوتبال بازی می‌کرد و بعد از آن بود که نام مستعار «هانک» را به‌دنبال نام هارتلی اندرسون برای خود انتخاب کرد. اندرسون فارغ‌التحصیل کالج‌های هوبارت و ویلیام اسمیت است.
اندرسون در حالی‌که هنوز دانشجو بود و درس می‌خواند، به صورت شراکتی یک شرکت غذایی فعال در زمینهٔ تهیه غذا برای خواب‌گاه‌های کالج را، تأسیس کرد. محل شرکت به دفتری در جاده سند هیل منتقل شد. این شرکت در سال ۱۹۷۳ «بیش از ۴۰۰ میلیون وعده غذایی در سال در سرتاسر ایالات متحده» تولید کرد. و در همان دهه به یک شرکت عمومی تبدیل شد تا این‌که با شرکت ماریوت ادغام شد.

## مجموعه آثار هنری و کمک‌های مالی
در دهه ۱۹۶۰، اندرسون و همسرش به یک مجموعه‌دار هنری مهم تبدیل شدند. آن‌ها ابتدا آثار هنری هنرمندانی چون: کلود مونه، پابلو پیکاسو، کامیل پیسارو، هانری ماتیس، امیل نولد، آرتور داو، جورجیا اوکیف و مارسدن هارتلی را گردآوری کرده و بعد از آن، آثاری هنری از الکساندر کالدر، ویجا سلمینز، ریچارد دیبنکورن، ژان دوبوفه، سام فرانسیس، آلبرتو جاکومتی، آدولف گوتلیب، دیوید هاکنی، جاسپر جانز، ویلم دو کونینگ، جوآن میچل، جکسون پولاک، مارتین پوریر، سائول استینبرگ، گیلفورد استیل و وینی تایباود را خریدند.
تا سال ۲۰۰۰، خانوادهٔ اندرسونها، از کلکسیون‌شان، آثاری از جیم دین، روی لیختنشتاین، رابرت راشنبرگ، فرانک استلا و اندی وارهول را به موزه مدرن سانفرانسیسکو اهدا کردند. از ۷ اکتبر ۲۰۰۰ تا ۱۵ ژانویه ۲۰۰۱، موزه هنر مدرن، آثاری از کلکسیون خانواده اندرسون‌ها را در یک نمایشگاه سه طبقه، با «حجمی بالغ بر ۳۰۰ نقاشی، مجسمه و طراحی نزدیک به ۱۴۰ هنرمند» را به نمایش گذاشت.
سایر آثار اهدایی خانواده اندرسون‌ها، به موزه اوکلند کالیفرنیا، موزه هنر سن خوزه و موزه هنرهای زیبای سانفرانسیسکو منتقل شد. در سال ۲۰۱۴، خانواده اندرسون‌ها، ۱۲۱ اثر هنری را به مرکز هنرهای تجسمی آیریش و جرالد کانتور در دانشگاه استنفورد اهدا کردند. این آثار شامل نقاشی‌های از هنرمندانی به نام‌های فیلیپ گاستون، فرانتس کلاین، مارک روتکو و دیوید اسمیت بودند.

## زندگی شخصی و مرگ
اندرسون در ژوئیه ۱۹۵۰ با مری مارگارت معروف به «مو» در منطفه رانسفورد ازدواج کرد. مارگارت اندرسون یا همان «مو» در زمینهٔ هنرهای محلی فعال بود و از سال ۱۹۷۸ تا سال ۱۹۸۴ یکی از مالکان شرکت با ۳ایی پی 3EP با مسئولیت محدود، واقع در پالو آلتو، کالیفرنیا بود. آن‌ها صاحب یک دختر به نام مری پاتریشیا شدند و در محلهٔ منلو پارک کالیفرنیا مستقر شدند. هری اندرسون در ۷ فوریه ۲۰۱۸ درگذشت.